# TCDD HT65000 sorozat
A TCDD HT65000 sorozat egy Törökország számára a spanyol Construcciones y Auxiliar de Ferrocarriles (CAF) által gyártott nagysebességű villamosmotorvonat-sorozat. A TCDD számára összesen tizenkettő szerelvény épült. Maximális sebessége 250 km/h. Isztambul és Ankara között közlekedik az első török nagysebességű vasútvonalon.

## Története
Ezt a sorozatot két tételben, tíz és két vonatból álló sorozatban rendelték meg. Finanszírozásuk külföldi hitelből történik 22 évre, hét év türelmi idővel. 2007. november 10-én hagyta el Spanyolországot az első sorozat, és 2007. november 20-án érkezett Törökországba, Kapıkule-ba. 2008-ban további 4, 2009-ben további 3, 2010-ben pedig 2 érkezett Törökországba. 2009. március 13-án Ankarában került sor az avatóünnepségre, amelyen Abdullah Gül elnök, Recep Tayyip Erdoğan miniszterelnök és Binali Yıldırım közlekedési miniszter is részt vett, aki az egyik ilyen garnitúrával indította el az YHT szolgáltatást. Ezt követően további 2 ugyanilyen tulajdonságú szerelvényt rendeltek, így összesen tizenkét HT65000-es vonatot.
2009. november 13-án a HT65006-os kisiklott és ideiglenesen használhatatlanná vált egy baleset után (sérülések és halálos áldozatok nélkül) az Eskişehir melletti Hasanbeynél, miközben a nagysebességű vonalról a klasszikus vonalra lépett át.